# København A-Raeken (1898/1899)
København A-Raeken (1898/1899) była 10. sezonem nieoficjalnych mistrzostw Danii w piłce nożnej. W rozgrywkach brały udział tylko zespoły z Kopenhagi. Tytułu nie obroniła drużyna Kjøbenhavns Boldklub. Nowym mistrzem Danii został zespół Akademisk BK.

## Tabela końcowa
|   | Klub                 | M  | Z | R | P  | Br+ | Br- | Uwagi  |
| 1 | Akademisk BK         | 10 | 9 | 0 | 1  | 30  | 9   | Mistrz |
| 2 | Boldklubben af 1893  | 10 | 6 | 0 | 4  | 25  | 14  |        |
| - | Boldklubben Frem     | 10 | 6 | 0 | 4  | 23  | 13  |        |
| - | Kjøbenhavns Boldklub | 10 | 6 | 0 | 4  | 21  | 12  |        |
| 5 | Østerbros BK         | 10 | 3 | 0 | 7  | 11  | 21  |        |
| 6 | Dana Kopenhaga       | 10 | 0 | 0 | 10 | 4   | 45  |        |

Kolejność drużyn w tabeli ustalana była według liczby zwycięstw. Jeśli po regulaminowym czasie gry był remis zarządzano dogrywkę, aż któraś z drużyn rozstrzygnęła wynik na swoją korzyść.